# Zhou Chunxiu

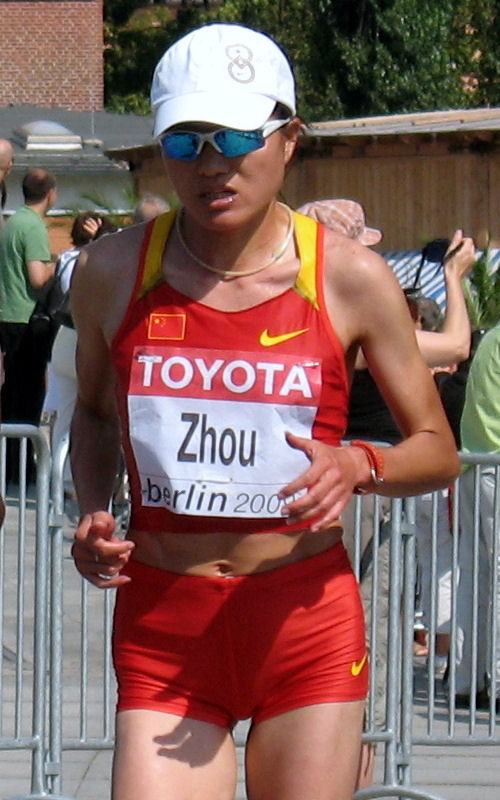
Zhou Chunxiu (2009)

Zhou Chunxiu (chinesisch 周春秀, Pinyin Zhōu Chūnxiù; * 15. November 1978 in Jiangsu) ist eine chinesische Langstreckenläuferin, die sich auf den Marathon spezialisiert hat.
2003 siegte sie bei der Premiere des Xiamen-Marathons und wurde Zweite beim Peking-Marathon. Im Jahr darauf qualifizierte sie sich mit einem Sieg in Xiamen für den Marathon der Olympischen Spiele in Athen, bei denen sie den 33. Platz belegte. Bei den Halbmarathon-Weltmeisterschaften in Neu-Delhi wurde sie Zwölfte und in Peking erneut Zweite.
2005 siegte sie beim Seoul International Marathon und verteidigte ihren Titel in Xiamen. Beim Marathon der Leichtathletik-Weltmeisterschaften 2005 in Helsinki wurde sie Fünfte und in Peking erneut Zweite.
2006 siegte sie wie schon im Vorjahr beim Seoul International Marathon und stellte dabei mit 2:19:51 einen Streckenrekord auf. Diese Zeit blieb ihre persönliche Bestleistung auf der Marathonstrecke. Beim Marathon der Asienspiele in Doha holte sie Gold. Im Jahr darauf gewann sie den London-Marathon in 2:20:38 und errang bei den Leichtathletik-Weltmeisterschaften in Ōsaka mit acht Sekunden Rückstand auf Catherine Ndereba (Kenia) und zehn Sekunden Vorsprung auf Reiko Tosa (Japan) die Silbermedaille.
2008 stellte sie beim Yangzhou-Jianzhen-Halbmarathon einen Streckenrekord auf. Bei den Olympischen Spielen in Peking gelang ihr erneut der Gewinn einer Medaille. Diesmal kam sie hinter der Siegerin Constantina Tomescu (Rumänien) und Catherine Ndereba auf den Bronzerang.
2009 wurde sie Zwölfte in London und jeweils Vierte bei den Weltmeisterschaften in Berlin und beim Peking-Marathon. Im Jahr darauf wurde sie Zweite in Seoul und verteidigte bei den Asienspielen in Guangzhou ihren Titel.
Zhou Chunxiu ist 1,60 m groß und wiegt 46 kg.

## Persönliche Bestzeiten
- 5000 m: 15:22,46 min, 11. September 2003, Shanghai
- 10.000 m: 31:09,03 min, 17. Oktober 2005, Nanjing
- Halbmarathon: 1:08:59 h, 6. April 2008, Yangzhou
- Marathon: 2:19:51 h, 12. März 2006, Seoul